# ماجي مطران
ماجي مطران (26 أبريل 1977 -)، ممثلة لبنانية.

## عن حياتها
في عام 1999 شاركت في برنامج غنائيات مع الفنان داوود حسين لتبدا مسيرتها كممثلة. وفي عام 2009 اشهرت اسلامها، بعد عودتها لبلدها لبنان قلت عروض التمثيل عليها، خصوصًا أن نشاطها الفني كان حصرًا في الكويت.

## أعمالها

### التلفزيون
| سنه الإنتاج | اسم المسلسل           | بمشاركة                                                         |
| ----------- | --------------------- | --------------------------------------------------------------- |
| 1999        | غنائيات - برنامج      | داوود حسين، علي سلطان                                           |
| 2000        | داووديات - برنامج     | داوود حسين                                                      |
| 2003        | قرقيعان - برنامج      | داوود حسين، حسن البلام                                          |
| 2005        | ريموت كنترول - برنامج | عبد الناصر درويش                                                |
| 2005        | بريق المال            | جاسم النبهان، ليلى السلمان، فاطمة الحوسني، عباس مراد، شمعة محمد |
| 2006        | رجال يبيعون الوهم     | جاسم النبهان، أحلام محمد، عبير الجندي، علي جمعة                 |
| 2006        | وسع صدرك - برنامج     | طارق العلي                                                      |
| 2009        | فوازير ماجي           |                                                                 |
| 2010        | زمن مريان             | طارق العلي، جمال الردهان، محمد العجيمي، منى شداد، أمل عباس      |
| 2012        | الفلتة - الجزء الثاني | طارق العلي، منى شداد، نورة العميري                              |

### في المسرح
| سنه الإنتاج | المسرحية                   | بمشاركة                                         |
| ----------- | -------------------------- | ----------------------------------------------- |
| 2000        | بنت العز                   | أحمد جوهر، علي سلطان                            |
| 2003        | سوبر صطار                  | طارق العلي، عبد الناصر درويش، خالد البريكي      |
| 2005        | قدها ونص                   | طارق العلي، عبد الناصر درويش، خالد البريكي      |
| 2005        | عايلة قرقيعان              | طارق العلي، عبد الرحمن العقل، شهاب حاجية        |
| 2010        | بنات فاطمة                 | عبير أحمد، ميساء مغربي، أغادير السعيد           |
| 2012        | مواطن بالمقلوب عرضت في قطر | جاسم الأنصاري، خالد العجيرب، منى شداد           |
| 2012        | دوحة قوت تالنت             | جاسم الأنصاري، ناصر محمد، أمل العوضي، مريم حسين |

## روابط خارجية
- ماجي مطران على موقع قاعدة بيانات الأفلام العربية